# Félix de Vandenesse
Pour les articles homonymes, voir Vandenesse (homonymie).
Le vicomte, puis comte, Félix-Amédée de Vandenesse est un personnage de La Comédie humaine d’Honoré de Balzac, né en 1794.
C'est un des personnages les plus autobiographiques de Balzac à égalité, peut-être avec, Louis Lambert. Comme Balzac, il est externe à Tours à l'âge de cinq ans, puis mis en pension de 1801 à 1809 au collège des oratoriens de Pontlevoy. Il reste huit ans sans voir sa famille. À quinze ans, il entre à la pension Lepître à Paris, et il étudie au lycée Charlemagne. Il s'inscrit en droit à l'âge de dix-neuf ans (voir Honoré de Balzac, origine, jeunesse et formation) et il tombe amoureux de madame de Mortsauf à la réception donnée par la municipalité de Tours en l'honneur du premier retour du duc d'Angoulême.
Madame de Mortsauf est le portrait de Laure de Berny. Elle est âgée de six ans de plus que Félix, ses enfants sont malades, son mari grincheux. Mais là s'arrête la comparaison car si madame de Mortsauf n'entretient aucune relation sexuelle avec Félix, Laure de Berny est l'initiatrice de Balzac. Laure de Berny est en réalité un mélange de madame de Mortsauf pour sa droiture, mais aussi Lady Dudley pour la sensualité.
Félix est lancé dans le monde grâce au soutien de madame de Mortsauf (comme Balzac l'est par Laure de Berny) et il deviendra un dandy-lion à l'égal des Henri de Marsay ou Eugène de Rastignac après le noviciat douloureux du Lys dans la vallée. Enfin sa sœur, la marquise de Listomère, qui deviendra ensuite une peste, est la seule à le consoler des rigueurs familiales. Les parallèles entre la vraie vie de l'auteur et ce roman sont innombrables.

## Chronologie
- 1818. Jeune homme efféminé et délicat, Félix est devenu maître des requêtes de Louis XVIII, grâce aux lettres de recommandation de madame de Mortsauf, et son père, secrétaire particulier du roi qui le surnomme « mademoiselle de Vandenesse » à cause de sa délicatesse. À cette époque, il est d'ailleurs client de La Reine des roses, parfumerie de César Birotteau. Lady Dudley tente de l'arracher à madame de Mortsauf, mais ce n'est que sa sensualité qu'elle obtient. Son âme appartient toujours à « Henriette », surnom de madame de Mortsauf.
- 1821. Après la mort d'Henriette, Lady Dudley le traite avec mépris, ce qui cause un remue-ménage voisin du scandale dans la loge à l'Opéra de la marquise d'Espard, dans Illusions perdues. Sans doute plus sûr de lui, il se permet de toiser Lucien de Rubempré avec insolence.
- 1824. Dans Le Cabinet des Antiques, il prête son passeport à Diane de Maufrigneuse qui se déguise en homme pour essayer de tirer Victurnien d'Esgrignon d'un mauvais pas où il s'est mis avec des faux en écritures.
- 1825. Dans Le Bal de Sceaux, il est en procès avec son frère Charles ; il s'oppose à ce que la terre de Vandenesse soit vendue. Maître Derville est son avoué.
- 1827. Dans Le Contrat de mariage, il est pris d'une passion folle pour Natalie de Manerville (épouse de Paul de Manerville). Natalie le considère comme un « homme de fer » puisqu'il a survécu au sadisme d'Arabelle Dudley. Elle lui demande le récit de ses souvenirs (ce qui constitue le texte du Lys dans la vallée), mais au lieu d'être émue par ce récit, elle lui répond par une lettre désinvolte où elle lui reproche d'être resté attaché à de vieux souvenirs qu'elle ne souhaite pas combattre.
- 1828. Dans Une fille d'Ève, il épouse Marie-Angélique de Granville, fille de monsieur de Granville (le juge Granville), qui est l'héroïne du roman sous le nom de Marie-Angélique de Vandenesse. En 1830, dans le même roman, il risque sa vie pendant les Trois Glorieuses.
- 1831-1833. Il assiste au raout de Félicité des Touches dans Autre étude de femme. C'est un homme à la mode qui est encore invité, dans Les Secrets de la princesse de Cadignan, au dîner chez la marquise d'Espard, où Daniel d'Arthez défend avec chaleur Diane de Maufrigneuse.
- 1834.  Lady Dudley, qui n'a pas renoncé à lui nuire, jette Natalie de Manerville dans ses bras pour l'éloigner de sa femme et tenter de jeter Marie-Angélique dans les bras de Raoul Nathan qui lui demande sans cesse de l'argent[pas clair]. Marie-Angélique emprunte à Delphine de Nucingen, mais bientôt épouvantée par ses dettes, elle se confie à sa sœur, Marie-Eugénie du Tillet (madame Ferdinand du Tillet), qui prévient Félix, lequel arrange tout. Il rembourse Delphine, pardonne à sa femme et récupère ses lettres d'amour.

Félix de Vandenesse apparaît aussi dans :
- Une ténébreuse affaire
- Splendeurs et misères des courtisanes
- Mémoires de deux jeunes mariées
- César Birotteau

Le lecteur de La Comédie humaine le découvre dans son rôle principal du Lys dans la Vallée puis le retrouve dans Une fille d'Eve